# Европско првенство у атлетици у дворани 1976 — 60 метара препоне за мушкарце
Такмичење у дисциплини трчања на 60 метара са препонама у мушкој конкуренцији на седмом Европском првенству у атлетици у дворани 1976. године одржано је 22. фебруараа 1976.  године у Атлетском делу олимпијске хале у Минхену (Западна Немачка).
Титулу европског првака освојену на Европском првенству у дворани 1975. у Катовицама Пољска није бранио Анатолиј Мошијашвили из Пољске.

## Земље учеснице
Учествовало је 18 атлетичара из 15 земаља.
1. Бугарска (1)
2. Грчка (1)
3. Западна Немачка (1)
4. Југославија (1)
5. Мађарска (1)
6. Пољска (3)
7. Совјетски Савез (2)
8. Финска (1)
9. Француска (2)
10. Чехословачка (2)
11. Уједињено Краљевство (1)
12. Швајцарска (1)
13. Шпанија (1)

## Рекорди
| Рекорди пре почетка Европског првенства у дворани 1975.    | Рекорди пре почетка Европског првенства у дворани 1975. | Рекорди пре почетка Европског првенства у дворани 1975. | Рекорди пре почетка Европског првенства у дворани 1975. | Рекорди пре почетка Европског првенства у дворани 1975. | Рекорди пре почетка Европског првенства у дворани 1975. |
| ---------------------------------------------------------- | ------------------------------------------------------- | ------------------------------------------------------- | ------------------------------------------------------- | ------------------------------------------------------- | ------------------------------------------------------- |
| Светски рекорд                                             | Анатолиј Мошијашвили                                    | Совјетски Савез                                         | 7,66                                                    | Гетеборг, Шведска                                       | 10. март 1974.                                          |
| Европски рекорд                                            | Анатолиј Мошијашвили                                    | Совјетски Савез                                         | 7,66                                                    | Гетеборг, Шведска                                       | 10. март 1974.                                          |
| Рекорди европских првенстава'                              | Анатолиј Мошијашвили                                    | Совјетски Савез                                         | 7,66                                                    | Гетеборг, Шведска                                       | 10. март 1974.                                          |
| Светски рекорд                                             | Франк Зибек                                             | Источна Немачка                                         | 7,66                                                    | Гетеборг, Шведска                                       | 10. март 1974.                                          |
| Европски рекорд                                            | Франк Зибек                                             | Источна Немачка                                         | 7,66                                                    | Гетеборг, Шведска                                       | 10. март 1974.                                          |
| Рекорди европских првенстава'                              | Франк Зибек                                             | Источна Немачка                                         | 7,66                                                    | Гетеборг, Шведска                                       | 10. март 1974.                                          |
| Рекорди после завршеног Европског првенства у дворани 1976 |                                                         |                                                         |                                                         |                                                         |                                                         |
| Нових рекорда није било.                                   |                                                         |                                                         |                                                         |                                                         |                                                         |

## Освајачи медаља
|                                  |                                   |                          |
| Викрор Мјасников Совјетски Савез | Бервин Прајс Уједињено Краљевство | Збигњев Јанковски Пољска |

## Резултати
Такмичење у овој дисциплини одржано је у три нивоа:квалификације, полуфинале и финале. Сва три одржана су 22. фебруара. Резултати су мерени електронски.

### Квалификације
У квалификацијама такмичари су подељени у 4 гропе. Прва и трећа су имале по 4 такмичара, а друга и четврта по пет. За полуфинале су пласирана по прва тројица из све 4 групе.</ref>
| Пласман | Група | Атлетичар         | Земља                | ЛРд  | ЛРС  | Резултат | Белешка |
| ------- | ----- | ----------------- | -------------------- | ---- | ---- | -------- | ------- |
| 1.      | 1     | Викрор Мјасников  | Совјетски Савез      | 6,66 |      | 7,86     | КВ      |
| 2.      | 4     | Збигњев Јанковски | Пољска               | 7,75 | 7,75 | 7,95     | КВ      |
| 3.      | 4     | Бервин Прајс      | Уједињено Краљевство |      |      | 7,97     | КВ      |
| 4.      | 3     | Едуард Переверзев | Совјетски Савез      | 7,74 |      | 8,00     | КВ      |
| 5.      | 4     | Арто Бургаре      | Финска               |      |      | 8,01     | КВ, ЛРд |
| 6.      | 3     | Георгиос Манделос | Грчка                |      |      | 8,05     | КВ      |
| 7.      | 1     | Ласло Богнар      | Мађарска             |      |      | 8,06     | КВ      |
| 8.      | 1     | Анджеј Зјолковски | Пољска               |      |      | 8,08     | КВ      |
| 9.      | 2     | Јиржи Черовски    | Чехословачка         |      |      | 8,08     | КВ      |
| 10.     | 2     | Адам Галант       | Пољска               |      |      | 8,09     | КВ      |
| 11.     | 2     | Хорхе Запата      | Шпанија              |      |      | 8,10     | КВ      |
| 12.     | 2     | Тиери Селиер      | Француска            |      |      | 8,10     |         |
| 12.     | 3     | Славчо Димитров   | Бугарска             |      |      | 8,10     | КВ      |
| 12.     | 4     | Лубомир Наденичек | Чехословачка         |      |      | 8,10     |         |
| 16.     | 1     | Жан−Пјер Корвал   | Француска            |      |      | 8,14     |         |
| 16.     | 3     | Гуидо Крачмер     | Западна Немачка      |      |      | 8,14     |         |
| 16.     | 4     | Драган Стоичеви   | Југославија          |      |      | 8,14     |         |
|         | 2     | Роберто Шнајдер   | Швајцарска           |      |      | БП       |         |

### Полуфинале
У полуфиналу такмичари су подељени у две групе по шест. У финале су квалификована прва тројица из обе полуфиналне групе.
| Пласман | Група | Атлетичар         | Земља                | Резултат | Белешка |
| ------- | ----- | ----------------- | -------------------- | -------- | ------- |
| 1.      | 1     | Викрор Мјасников  | Совјетски Савез      | 7,87     | КВ      |
| 2.      | 1     | Бервин Прајс      | Уједињено Краљевство | 7,91     | КВ      |
| 3.      | 2     | Збигњев Јанковски | Пољска               | 7,97     | КВ      |
| 4.      | 2     | Едуард Переверзев | Совјетски Савез      | 8,00     | КВ      |
| 5.      | 1     | Ласло Богнар      | Мађарска             | 8,02     | КВ      |
| 6.      | 1     | Хорхе Запата      | Шпанија              | 8,03     |         |
| 7.      | 1     | Георгиос Манделос | Грчка                | 8,03     |         |
| 8.      | 1     | Адам Галант       | Пољска               | 8,05     |         |
| 8.      | 2     | Јиржи Черовски    | Чехословачка         | 8,05     | КВ      |
| 10.     | 2     | Арто Бургаре      | Финска               | 8,09     |         |
| 11.     | 2     | Aндже Зјолковски  | Пољска               | 8,17     |         |
| 12.     | 2     | Славчо Димитров   | Бугарска             | 8,29     |         |

### Финале
| Пласман | Стаза | Атлетичар         | Земља                | Резултат | Белешка |
| ------- | ----- | ----------------- | -------------------- | -------- | ------- |
|         | 3     | Викрор Мјасников  | Совјетски Савез      | 7,78     |         |
|         | 4     | Бервин Прајс      | Уједињено Краљевство | 7,80     |         |
|         | 2     | Збигњев Јанковски | Пољска               | 7,92     |         |
| 4.      | 5     | Јиржи Черовски    | Чехословачка         | 7,97     |         |
| 5.      | 1     | Едуард Переверзев | Совјетски Савез      | 8,00     |         |
| 6.      | 6     | Ласло Богнар      | Мађарска             | 8,02     |         |

## Укупни биланс медаља у трци на 60 (50) метара са препонама за мушкарце после  7. Европског првенства у дворани 1970—1976.
|    | Земља                |   |   |   |    |
| -- | -------------------- | - | - | - | -- |
| 1. | Совјетски Савез      | 2 | 1 | 2 | 5  |
| 2. | Западна Немачка      | 2 | 1 | 0 | 3  |
| 3. | Источна Немачка      | 1 | 2 | 2 | 5  |
| 4. | Пољска               | 1 | 2 | 1 | 4  |
| 5. | Француска            | 0 | 1 | 0 | 1  |
| 6. | Уједињено Краљевство | 0 | 2 | 0 | 2  |
| 7. | Италија              | 0 | 0 | 1 | 1  |
|    | Укупно {7}           | 7 | 7 | 7 | 21 |

|    | Атлетичар            | Земља           |   |   |   |   |
| -- | -------------------- | --------------- | - | - | - | - |
| 1. | Франк Зибек          | Источна Немачка | 1 | 2 | 1 | 4 |
| 2. | Ги Дри               | Француска       | 1 | 0 | 1 | 2 |
| 2. | Анатолиј Мошијашвили | СССР            | 1 | 0 | 1 | 2 |